# Nike Cajun

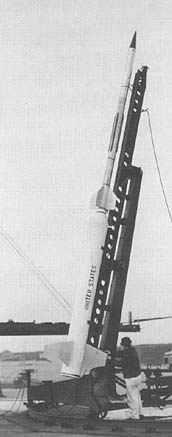
Um Nike-Cajun posicionado para lançamento.

O projeto Nike-Cajun foi um foguete de sondagem de dois estágios, construído combinando o foguete auxiliar Nike como primeiro estágio e o foguete Cajun como segundo.
Ele foi lançado 714 vezes entre 1956 e 1976, tendo sido o foguete de sondagem mais popular no ocidente. Ele tinha uma massa no lançamento de 698 kg, uma carga útil de até 23 kg, um empuxo no lançamento de 246 kN e uma altitude máxima de 120 km. Ele tinha o diâmetro de 42 cm e a altura de 7,70 m. O tempo de queima do primeiro estágio Nike era de 3 segundos, e do segundo estágio Cajun 2,8 segundos. A velocidade máxima desse modelo era de 6.760 km/h.
O nome do foguete Cajun era devido à colônia Cajun radicada no Sul da Luisiana, porque um dos projetistas desse foguete, J. G. Thibodaux, era um Cajun.
O modelo Nike-Cajun, foi testado também como foguete alvo, no programa de mísseis anti-mísseis Americano.